# Chiguau
Chiguau, nekadašnje selo Costanoan Indijanaca koje se nalazilo blizu zaljeva San Francisco u Kaliforniji. Hodge ovaj naziv navodi kao ime plemena iz kojeg je bilo neofita na španjolskoj franjevačkoj misiji Dolores.
Ime bilježi Taylor u Cal. Farmer (1861)
1. ↑  Dolores, Hodge
2. ↑  Chigau, Hodge